# Uvala Vela Luka
Uvala Vela Luka är en vik i Kroatien. Den ligger i den centrala delen av landet, 130 km sydväst om huvudstaden Zagreb.